# Stepas Butautas
Stepas Butautas (Kaunas, 25 augustus 1925 - Kaunas, 22 maart 2001) is een voormalig Litouws en Sovjet-basketbalspeler en coach. Hij was speler van de nationale team van de Sovjet-Unie. Hij was coach van de nationale teams van de Sovjet-Unie en Cuba.

## Carrière
Butautas speelde voor Dinamo Kaunas, SKA Kaunas en Žalgiris Kaunas. Butautas werd met Žalgiris twee keer Landskampioen van de Sovjet-Unie in 1947 en 1951. Ook werd hij tweede in 1949 en 1952 derde in 1953, 1954 en 1955. In 1953 werd hij met Žalgiris bekerwinnaar in de Sovjet-Unie. Butautas kwam uit voor het nationale team van de Sovjet-Unie. Met de Sovjet-Unie won Butautas drie keer goud op het Europees kampioenschap basketbal in 1947, 1951 en 1953. Ook won hij zilver op de Olympische Spelen van 1952.
Na zijn spelersloopbaan werd Butautas basketbalcoach. In 1955 begon hij als damescoach van de Litouwse SSR. In 1959 en 1964 won hij met het damesteam van de Sovjet-Unie goud op het wereldkampioenschap basketbal. Hij won één keer zilver in 1958 en ook twee keer goud in 1960 en 1962 op het Europees kampioenschap. In 1960 werd hij hoofdcoach van het dames team van Politechnika Kaunas. In 1968 werd hij coach van het mannenteam van Cuba. Met Cuba behaalde hij de elfde plaats op de Olympische Spelen van 1968. In 1975 werd Butautas hoofdcoach van het mannenteam van Žalgiris Kaunas. Hij werd derde in 1978 om het landskampioenschap van de Sovjet-Unie.

## Privé
Stepas heeft een zoon Ramūnas Butautas die ook basketbalcoach is.

## Erelijst
- Landskampioen Sovjet-Unie: 2
  - Winnaar: 1947, 1951
  - Tweede: 1949, 1952
  - Derde: 1953, 1954, 1955
- Bekerwinnaar Sovjet-Unie: 1
  - Winnaar: 1953
- Landskampioen Litouwen SSR: 6
  - Winnaar: 1945, 1950, 1952, 1953, 1954, 1955
- Olympische Spelen:
  - Zilver: 1952
- Wereldkampioenschap: 2 (coach)
  - Goud: 1959, 1964
- Europees kampioenschap: 3 (speler)
  - Goud: 1947, 1951, 1953
- Europees kampioenschap: 2 (coach)
  - Goud: 1960, 1962
  - Zilver: 1958

| Logo van de Olympische Spelen | Goud | Zilver | Brons | Logo van de Olympische Spelen |
|                               | 0    | 1      | 0     |                               |

## Speler
3 Oesjakov ·
4 Kolpakov ·
5 Butautas ·
6 Lõssov ·
7 Aleksejev  ·
8 Dzjordzjikia ·
9 Konev ·
10 Korkia ·
11 Kullam ·
12 Kulakauskas ·
13 Lagunavičius ·
14 Moisejev ·
15 Petkevičius ·
16 Tarasov ·
Coach: Tsetlin
· Assistent-coach: Spandarjan
· Assistent-coach: 
3 Vlasov ·
4 Kolpakov ·
5 Nikitin ·
6 Lõssov  ·
7 Kruus ·
8 Larionov ·
9 Konev ·
10 Korkia ·
11 Kullam ·
13 Moisejev ·
14 Butautas ·
15 Belov ·
19 Lagunavičius ·
Mamontov ·
Coach: Spandarjan
· Assistent-coach: Razzjivin
· Assistent-coach: 
3 Vlasov ·
4 Butautas ·
5 Stonkus ·
6 Lõssov  ·
7 Petkevičius ·
8 Dzjordzjikia ·
9 Konev ·
10 Korkia ·
11 Kullam ·
12 Ozerov ·
13 Moisejev ·
15 Valdmanis ·
17 Kruus ·
19 Lagunavičius ·
Coach: Spandarjan
· Assistent-coach: Kulakauskas
· Assistent-coach: 
3 Vlasov ·
4 Butautas ·
5 Siliņš ·
6 Alachachian ·
7 Petkevičius ·
8 Kruus ·
9 Konev ·
10 Korkia  ·
11 Kullam ·
12 Ozerov ·
13 Moisejev ·
14 Lauritėnas ·
15 Resjetnikov ·
16 Lagunavičius ·
Coach: Travin
· Assistent-coach: Kulakauskas
· Assistent-coach: 

## Coach
3 Maksimeljanova  ·
4 Maksimova ·
5 Kostikova ·
6 Otsa ·
7 Tulevičiūtė ·
8 Michajlova ·
10 Koedrjavtseva ·
11 Artsisjevskaja ·
12 Jerjomina ·
13 Stepina ·
14 Kraus ·
15 Bitnere ·
Coach: Butautas
· Assistent-coach: Aleksejeva
· Assistent-coach: 
3 Maksimeljanova  ·
4 Smildziņa ·
5 Kostikova ·
6 Otsa ·
7 Poznanskaja ·
8 Michajlova ·
9 Kitsing ·
10 Daktaraitė ·
11 Artsisjevskaja ·
12 Jerjomina ·
13 Stepina ·
14 Bitnere ·
Coach: Butautas
· Assistent-coach: Baranov
· Assistent-coach: 
3 Poznanskaja ·
4 Smildziņa ·
5 Kostikova ·
6 Otsa ·
7 Nikitina ·
8 Michajlova ·
9 Dronova ·
10 Daktaraitė ·
11 Bitnere ·
12 Jerjomina ·
13 Stepina ·
14 Edeleva  ·
Coach: Butautas
· Assistent-coach: Baranov
· Assistent-coach: 
4 Uztupe ·
5 Pyrkova ·
6 Leontjeva ·
7 Poznanskaja  ·
8 Edeleva ·
9 Koekanova ·
10 Orel ·
11 Smildziņa ·
12 Lüütsepp ·
13 Daktaraitė ·
14 Pivovarova ·
15 Salimova ·
Coach: Butautas
· Assistent-coach: Aleksejeva
· Assistent-coach: 
4 Poznanskaja  ·
5 Pyrkova ·
6 Antipina ·
7 Salimova ·
8 Michajlova ·
9 Koekanova ·
10 Orel ·
11 Smildziņa ·
12 Lüütsepp ·
13 Sorokina ·
14 Leontjeva ·
15 Tsjijanova ·
Coach: Butautas
· Assistent-coach: Aleksejeva
· Assistent-coach: 
- International Standard Name Identifier: 0000 0000 2861 0354
- Library of Congress Control Number: n86002682
- Virtual International Authority File: 28544459
- WorldCat: E39PBJrmdpbwt78Vyfp9RXXfMP